# 克勞奇山站
克劳奇山站（英語：Crouch Hill railway station）是伦敦地上铁福音橡至柏京綫的一座车站，位于伦敦的伊斯靈頓區，属于第3收费区。

## 概况
本站拥有2个站台，1站台去往福音橡站方向，2站台去往巴金站方向。车站不设售票处，但设有2台自动售票机和2个蠔卡充值机，每个站台各有1台。每个站台各设有一个避难所，可以通过楼梯到达站台层，但车站目前没有安装电梯的计划。

## 列車服務
- 西行列車至福音橡站，每小時4班[5]
- 東行列車至巴金站，每小時4班[5]

## 其他
隨著途徑本站的列車數量增加，而2節編組的內燃動車組已經不能滿足日益增長的客流需求。本站在2016年6月開始進行電氣化工程，預計2017年12月結束。